# سیارک ۳۵۷۸
سیارک ۳۵۷۸ (به انگلیسی: 3578 Carestia، نامگذاری:1977CC) سه هزار و پانصد و هفتاد و هشتمین سیارک کشف شده‌است که در ۱۱ فوریه ۱۹۷۷ کشف شد.
قدر مطلق سیارک برابر ۱۱٫۶۰ است.